# Santa Cecilia del Alcor (kommun)
Santa Cecilia del Alcor är en kommun i Spanien.   Den ligger i provinsen Provincia de Palencia och regionen Kastilien och Leon, i den centrala delen av landet, 190 km norr om huvudstaden Madrid. Antalet invånare är 132.